# Mare de Déu dels Àngels (Sant Llorenç de Morunys)
Mare de Déu dels Àngels és una església del municipi de Sant Llorenç de Morunys (Solsonès) inclosa en l'Inventari del Patrimoni Arquitectònic de Catalunya.

## Descripció

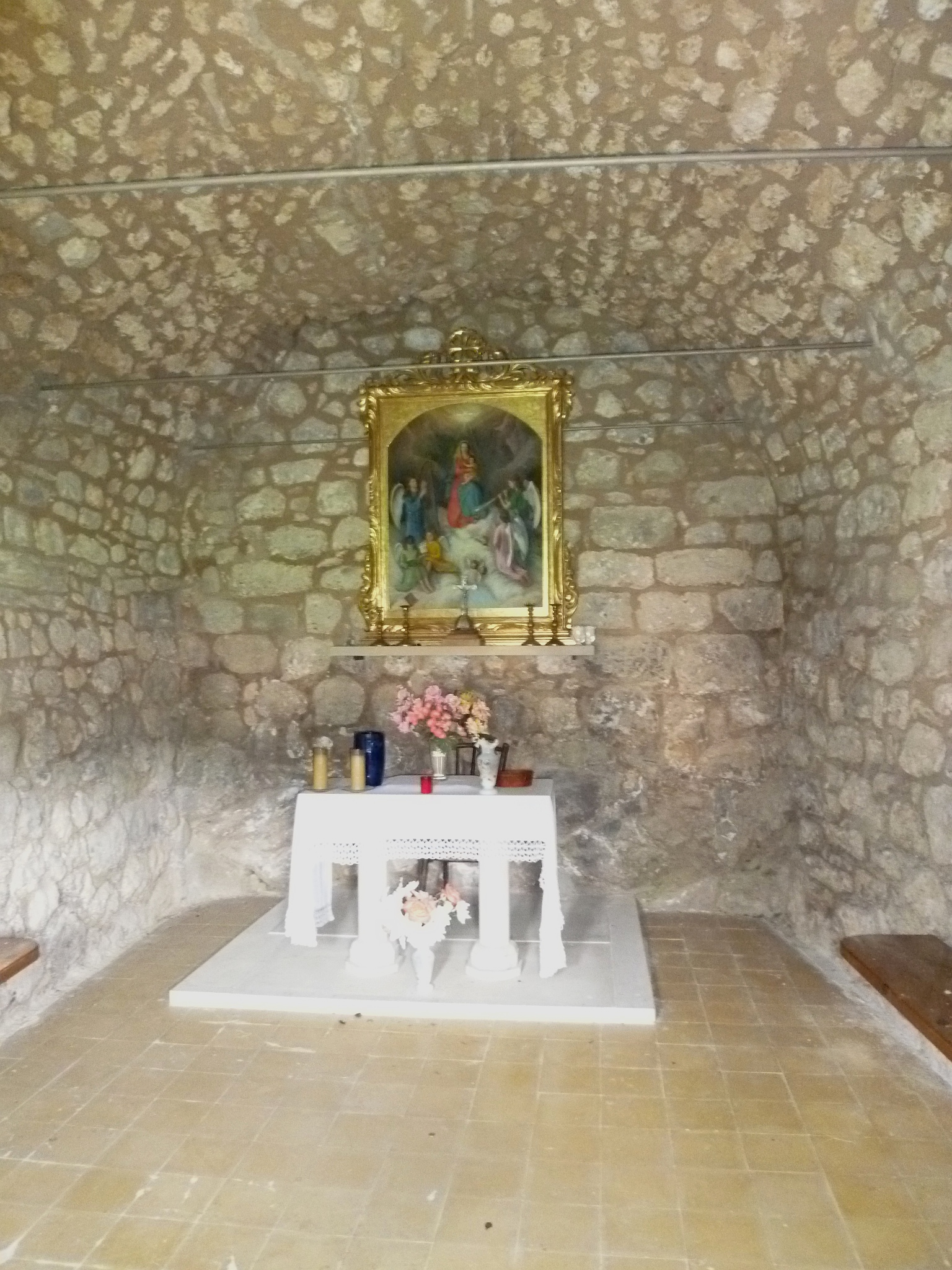
Interior de la capella

Capella d'una sola nau coberta a doble vessant, sense absis ni capelles adossades, és un senzill exemplar de capella construïda al XVII i conservada amb modificacions. Les parets són fetes amb reble i fang.

## Història
Capella construïda al segle xvii, prop de l'antiga Torre del Puit, fora els murs de la muralla de Sant Llorenç de Morunys i avui annexa al cementiri de la vila